# Sannox
Sannox (en gaélique écossais : Sannaig) est un village d'Écosse situé sur l'île d'Arran.

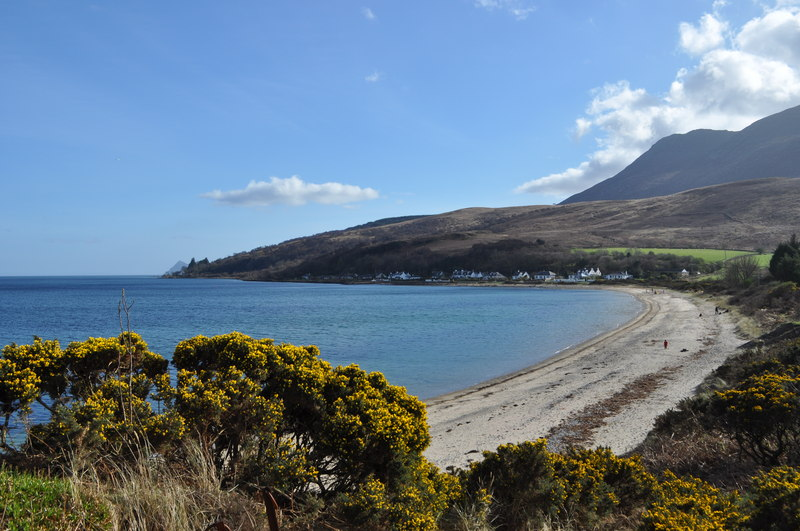
La baie de Sannox

Une mine de baryte a été ouverte en 1840 près de ce village. Elle a fonctionné jusqu'en 1862, date à laquelle elle a été fermée sur ordre du 11e duc de Hamilton. Cette mine a ensuite été rouverte dans l'Entre-deux-guerres mais la veine s'est tarie en 1938.